# Colobostruma
Colobostruma é um gênero de insetos, pertencente a família Formicidae.

## Espécies
- Colobostruma alinodis (Forel, 1913)
- Colobostruma australis Brown, 1959
- Colobostruma biconcava Shattuck, 2000
- Colobostruma biconvexa Shattuck, 2000
- Colobostruma bicorna Shattuck, 2000
- Colobostruma cerornata Brown, 1959
- Colobostruma elliotti (Clark, 1928)
- Colobostruma foliacea (Emery, 1897)
- Colobostruma froggatti (Forel, 1913)
- Colobostruma lacuna Shattuck, 2000
- Colobostruma leae (Wheeler, 1927)
- Colobostruma mellea Shattuck, 2000
- Colobostruma nancyae Brown, 1965
- Colobostruma papulata Brown, 1965
- Colobostruma sisypha Shattuck, 2000
- Colobostruma unicorna Shattuck, 2000